# 大嶋良介
大嶋 良介（おおしま りょうすけ、1987年6月6日 - ）は、東京都青梅市出身の元アイスホッケー選手。ポジションは ゴールキーパー。

## 経歴
青梅市立河辺小学校、青梅市立霞台中学校、埼玉栄高等学校を経て、2006年に日本製紙クレインズに入団。2018年に引退。
引退後は日本製紙釧路工場で勤務していたが、2021年9月末の釧路工場閉鎖に伴い退職。
2022年夏に釧路市にドッグランを開業する。